# やべ〜なべ〜な 圧力ベ〜ナ〜
「やべ〜なべ〜な 圧力ベ〜ナ〜」（やべ〜なべ〜な あつりょくベ〜ナ〜）は、2010年6月2日に発売されたTHE ポッシボー with 音の素（藤井隆&椿鬼奴）のコラボレーション・シングル。

## 解説
読売テレビ・日本テレビ系列の音楽番組『音の素』から生まれたユニットによるシングル。つんく♂のプロデュースによる楽曲は、番組内の料理コーナーで使われた“圧力鍋”がテーマになっている。カップリングにはオリジナル・カラオケのほか、藤井隆、椿鬼奴、THE ポッシボーそれぞれのボーカルを抜いた「なりきりカラオケ」を収録。また、付属のDVDには「音の素編」「THE ポッシボー ダンスパフォーマンス編」の2種類のビデオクリップを収録。
初回特典として生写真1枚が封入された。

## 収録曲
1. やべ〜なべ〜な 圧力ベ〜ナ〜
作詞・作曲：つんく、編曲：大久保薫
2. やべ〜なべ〜な 圧力ベ〜ナ〜（藤井隆になりきりカラオケ）
3. やべ〜なべ〜な 圧力ベ〜ナ〜（椿鬼奴になりきりカラオケ）
4. やべ〜なべ〜な 圧力ベ〜ナ〜（THE ポッシボーになりきりカラオケ）
5. やべ〜なべ〜な 圧力ベ〜ナ〜（オリジナルカラオケ）

## DVD
1. やべ〜なべ〜な 圧力ベ〜ナ〜 （ビデオクリップ） （音の素編）
2. やべ〜なべ〜な 圧力ベ〜ナ〜 （ビデオクリップ） （THE ポッシボー ダンスパフォーマンス編）